# Josef Falke
Josef Falke (* 1949) ist ein deutscher Rechtswissenschaftler.

## Leben
Nach dem Studium (ab 1969) der Rechtswissenschaft und der Soziologie (ab 1971) an der Universität Bielefeld, dem Vordiplom 1973 in Soziologie, der ersten juristischen Staatsprüfung 1974 vor dem Justizprüfungsamt beim Oberlandesgericht Hamm, der Promotion 1985 zum Dr. iur. an der Universität Bremen und der Habilitation 1999 (venia legendi für Europarecht, Umweltrecht, Arbeitsrecht und Rechtssoziologie) wurde er 2005 außerplanmäßiger Professor am Fachbereich Rechtswissenschaft der Universität Bremen.

## Schriften (Auswahl)
- The role of non-governmental standardization organizations in the regulation of risks to health and the environment. Badia Fiesolana 1996
- mit Armin Höland: Die Rechtspraxis der Beendigung von Arbeitsverhältnissen. Vorüberlegungen zu einem neuen Forschungsprojekt. Bremen 1997.
- Internationale Normen zum Abbau von Handelshemmnissen. Sankt Augustin 2002, ISBN 3-88383-622-2.
- Normung und Dienstleistungen. Anforderungen und Handlungsspielräume nach dem Allgemeinen Übereinkommen über den Handel mit Dienstleistungen (GATS). Forschungsprojekt, durchgeführt im Auftrag der Kommission Arbeitsschutz und Normung (KAN). Bremen 2004.